# 安波
安波（法語：Umpeau，法語發音：[œ̃po]）是法国厄尔-卢瓦省的一个市镇，属于沙特尔区。

## 地理
安波（48°28'37"N, 1°40'18"E）面积11.49 平方千米，位于法国中央-卢瓦尔河谷大区厄尔-卢瓦省，该省份为法国北部内陆省份，北起顺时针与厄尔省、伊夫林省、埃松省、卢瓦雷省、卢瓦-谢尔省、萨尔特省和奧恩省接壤。
与安波接壤的市镇（或旧市镇、城区）包括：贝维尔勒孔特、尚瑟吕、勒盖德隆格鲁瓦、乌维尔拉布朗什、万维尔苏索诺。

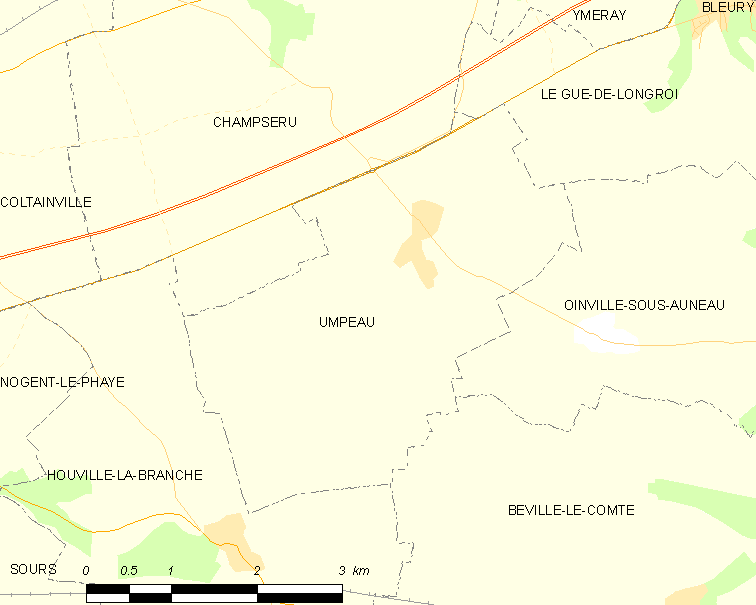
安波的OSM定位图

安波的时区为UTC+01:00、UTC+02:00（夏令时）。

## 行政
安波的邮政编码为28700，INSEE市镇编码为28397。

## 政治
安波所属的省级选区为欧诺县。

## 人口

1962-2008年间安波人口变化图示

安波于2022年1月1日时的人口数量为403人。